# Durella suecica
Durella suecica är en svampart som först beskrevs av Karl Starbäck, och fick sitt nu gällande namn av John Axel Nannfeldt 1932. Durella suecica ingår i släktet Durella och familjen Helotiaceae.  Arten är reproducerande i Sverige. Inga underarter finns listade i Catalogue of Life.